# Lot (Feingehalt)
Ein Lot (früher Loth) bezeichnete in der Metallurgie und da besonders in der Münztechnik bis ins 19. Jahrhundert eine alte Maßeinheit für den relativen Feingehalt (Korn) zum Gesamtgewicht (Schrot). Ein Lot war damit ein Verhältnismaß des Edelmetallanteils in einer Metallware.
Zum Beispiel wurde beim Silber das beliebige Gesamtgewicht bis etwa 1857 in 16 (Verhältnis-)Lot unterteilt. Danach enthielt
- eine „zwölflötige“ Silberlegierung („Silber 750“) also 12/16 = ¾ oder 75 % des Gewichts an Silber und 25 % an anderem Metall (meist Kupfer).
- eine „dreizehnlötige“ Silberlegierung („Silber 812,5“) also 13/16 oder 81,25 % des Gewichts an Silber.
- eine „vierzehnlötige“ Silberlegierung („Silber 875“) also 14/16 = 7/8 oder 87,5 % des Gewichts an Silber.

Zur Verfeinerung wurde ein Lot weiter in 18 Grän unterteilt. So entsprechen z. B. 14 Lot 4 Grän fein einem Feingehalt von
{\displaystyle {\frac {14+4/18}{16}}={\frac {256/18}{16}}={\frac {256}{288}}} = 888,89 ‰.
Das deutsche Verhältnismaß Lot wurde am 1. Januar 1888 im Deutschen Reich endgültig durch das französische Verhältnismaß Promille (Tausendstel) abgelöst. Die rechtliche Grundlage dafür bildete das Gesetz über den Feingehalt der Gold und Silberwaren (FeinGehG) oder kurz Reichsstempelgesetz vom 16. Juli 1884, welches mehrmals aktualisiert wurde. 